# DSA-263
La DSA-263 es una carretera perteneciente a la Red Secundaria de la Diputación Provincial de Salamanca que une la  DSA-262  con la  DSA-260 .
También pasa por la localidad de Las Casas del Conde.

## Origen y Destino
La carretera  DSA-263  tiene su origen en San Martín del Castañar en la intersección con la carretera  DSA-262 , y termina en la intersección con la carretera  DSA-260  en Mogarraz, formando parte de la Red de carreteras de Salamanca.